# Nunca es tarde (obra de teatro)
Nunca es tarde  es una obra de teatro en tres actos de José López Rubio, estrenada en 1964.

## Argumento
A través de la trama de la obra el autor refleja que el amor y la ilusión no son propiedad exclusiva de ninguna edad y la pérdida del amado despierta el mismo tormento en una mujer madura.

## Estreno
- Teatro Lara. Madrid, 14 de octubre de 1964.
  - Dirección: Enrique Diosdado.
  - Intérpretes: Amelia de la Torre, Enrique Diosdado, Ana María Vidal, Rafael Guerrero.